# Cristal de Lotario
El cristal de Lotario (también conocido como el cristal de Susana) es una gema grabada procedente de la Lotaringia, en la Europa noroccidental altomedieval, mostrando escenas de la historia bíblica de Susana, que data de 855-869. El cristal de Lotario es un objeto en la colección del Museo Británico.

## Descripción
El elemento original de la obra es un disco circular de cuarzo claro ("cristal de roca"), que mide 11,5 centímetros de diámetro. Está grabado en entalladura con ocho escenas representando la historia de Susana y los viejos, relatada en el libro de Daniel (pero considerada una parte de los apócrifos por los protestantes). Susana aparece primero falsamente acusada y condenada por adulterio por los viejos. Daniel interviene para preguntar a los viejos, descubre su falso testimonio y consigue su ejecución por lapidación. En la escena final, Susana es declarada inocente. Las escenas están acompañadas por breves inscripciones en latín extraídas de la Vulgata.
Los grabados en el cristal están ejecutados en el estilo desarrollado en el Reims altomedieval, enérgico y de distintiva inspiración romana, que se originó en dibujos sobre manuscritos como los del Salterio de Utrecht. El cristal está rodeado por un marco de cobre dorado del siglo XV con un borde de follaje, que estuvo en el pasado atribuido a San Eligio (h. 588 – 660), el santo patrón de los orfebres.

## Datación
En el cristal está inscrito LOTHARIVS REX FRANCORVM IVSSIT ("Lotario, rey de los francos, hizo [que elaboraran esto]"), aparentemente Lotario II. El Lotario mayor se llamó a sí mismo imperator (emperador), mientras que su hijo y sucesor solo se llamó a sí mismo rex (rey), como hace el propietario del cristal; es por lo tanto probable que fuera creado en tiempos de Lotario II, probablemente alrededor de mitad del siglo IX, haciendo de él un ejemplo tardío del arte carolingio.

## Historia
No se sabe nada de la historia del Cristal de Lotario antes del siglo X. Alrededor de esa época, fue empeñado entre un conde y un canónigo de Reims a cambio de un caballo. El canónigo entonces negó la posesión del cristal. Más tarde fue descubierto en su posesión cuando el canónigo fue puesto en evidencia en la catedral cuando fue incendiada. Como penitencia, fundó la abadía de Waulsort (en la moderna Bélgica), donde el cristal se conservó hasta el siglo XVIII. Durante parte de este período, se utilizó por los abades para abrochar la capa pluvial durante la misa.
En 1793, fuerzas revolucionarias francesas saquearon Waulsort y arrojaron el cristal al río Mosa, supuestamente rompiéndolo en el proceso. En el siglo XIX fue robado y se le quitaron las joyas. Reapareció en manos de un marchante belga, que pretendía haberlo recuperado del lecho del río y lo vendió a un coleccionista francés por doce francos. Pasó al político británico liberal Ralph Bernal, quien pagó 10 libras por él. En 1855 fue adquirido por Augustus Wollaston Franks por encargo del Museo Británico en una subasta de la colección de Bernal en Christie's por 267 libras.
El Cristal de Lotario fue el Objeto 53 en el programa de BBC Radio 4 de 2010 Una historia del mundo en cien objetos, elegidos y presentados por el director del Museo Británico, Neil MacGregor.

## Interpretación

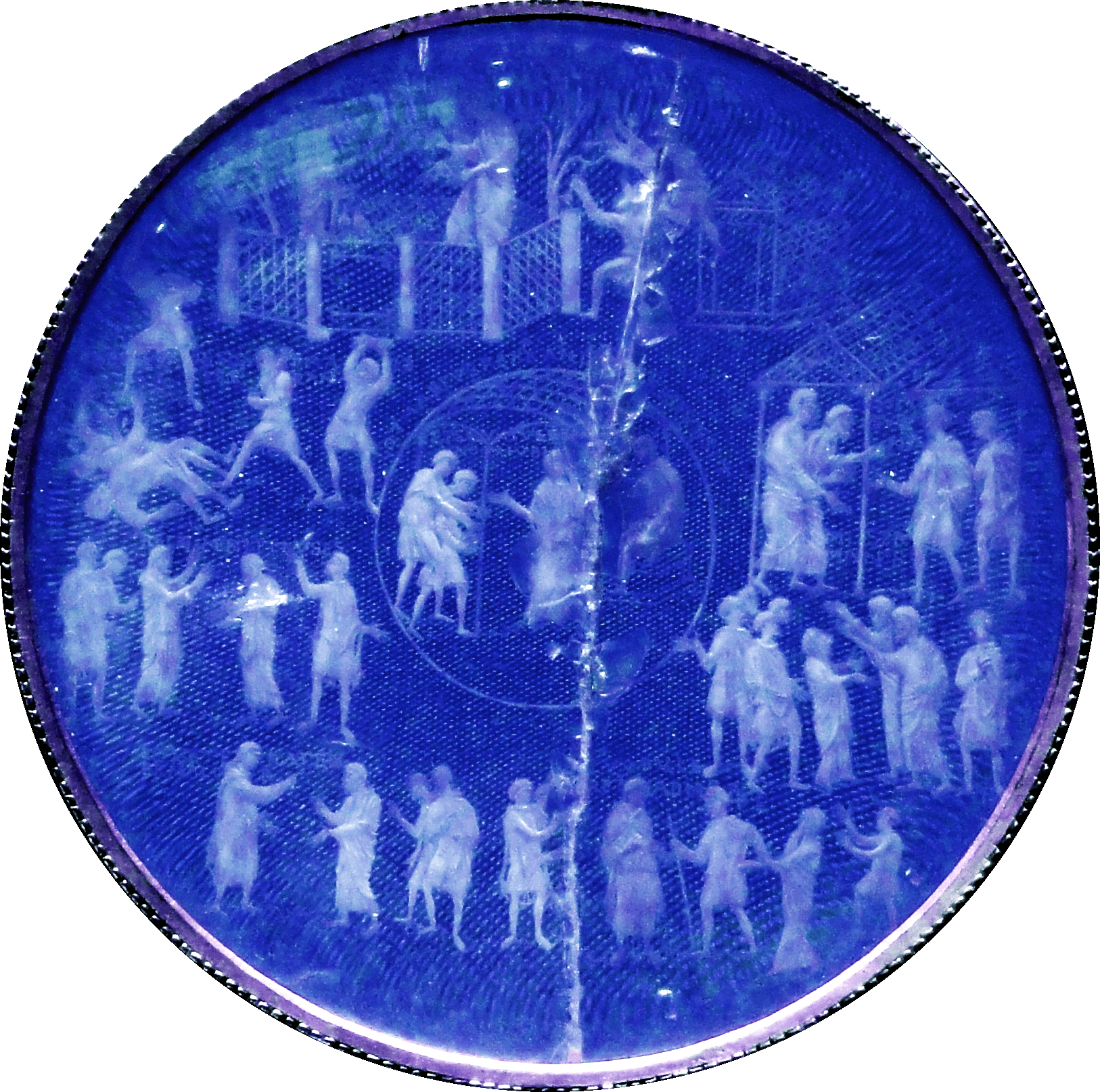
Imagen resaltada de los grabados.

El cristal es uno de un pequeño número de gemas carolingias grabadas creadas para círculos alrededor de la corte, aunque su forma no se parece demasiado a ninguno de los otros. Una gema con el retrato de Lotario que era probablemente su sello personal fue colocado cien años después de su muerte en la Cruz de Lotario procesional en la catedral de Aquisgrán. Se han realizado una serie de interpretaciones sobre la función del cristal así como su significado en la corte lotaringia; su significado no está claro y ha sido tema de controversia entre los académicos.
El tema del cristal sugiere que pretendía mostrarse en la corte como un símbolo del papel del rey a la hora de dispensar justicia. Su diseño puede ser una alusión al peto de justicia lucido por el Kohen Gadol (el Sumo Sacerdote judío). Según esta interpretación, el cristal puede haber sido un intento de mostrar visualmente la responsabilidad del gobernante para proporcionar justicia, usando un paralelismo bíblico para exhortarlo a sostener el ideal de gobierno sabio ejemplificado por los reyes justos del Antiguo Testamento. Alternativamente, el tema del cristal simboliza una relación idealizada entre la Iglesia y el Estado, con Susana representando a la Iglesia siendo protegida de sus enemigos por las decisiones justas del gobernante.
Valerie Flint ha sostenido que el cristal está relacionado con el amargo divorcio de Lotario y su esposa Teutberga, a quien él acusó de cometer incesto y practicar un aborto. Representaría una reclamación de una esposa falsamente acusada de un crimen sexual, y el tipo de cristal de roca con el que está realizado era usado por los francos como un amuleto. Flint sugiere que el cristal fue diseñado en 865, cuando Lotario tuvo una reconciliación temporal con su esposa, para servir tanto como un reproche al rey por su conducta como de talismán para proteger del mal a la pareja real.